# Oberhessen (Provinz Hessen-Darmstadt)

Hessen, 1900. Gelb: Oberhessen

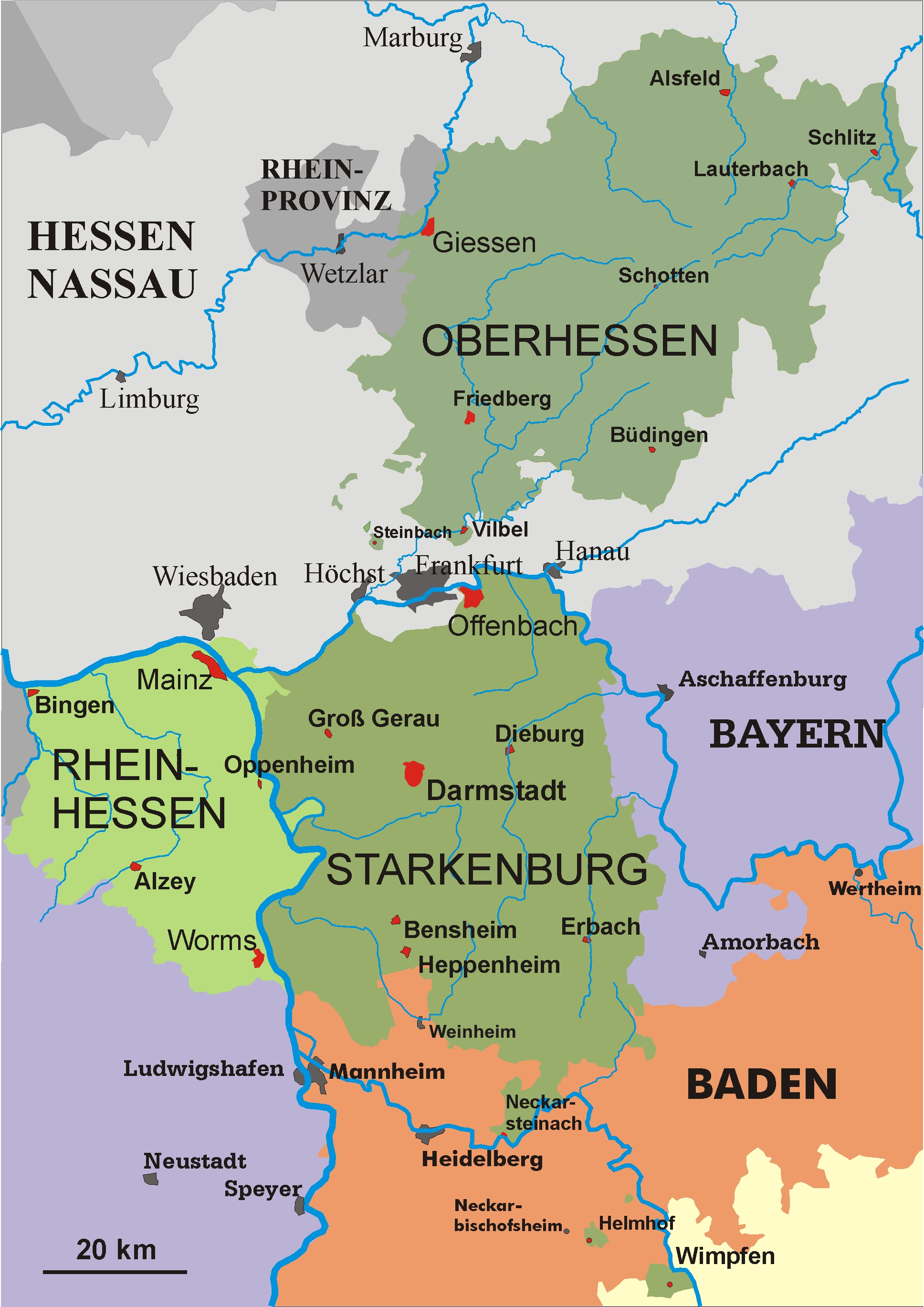
Die Provinz Oberhessen innerhalb des Volksstaats Hessen, 1930

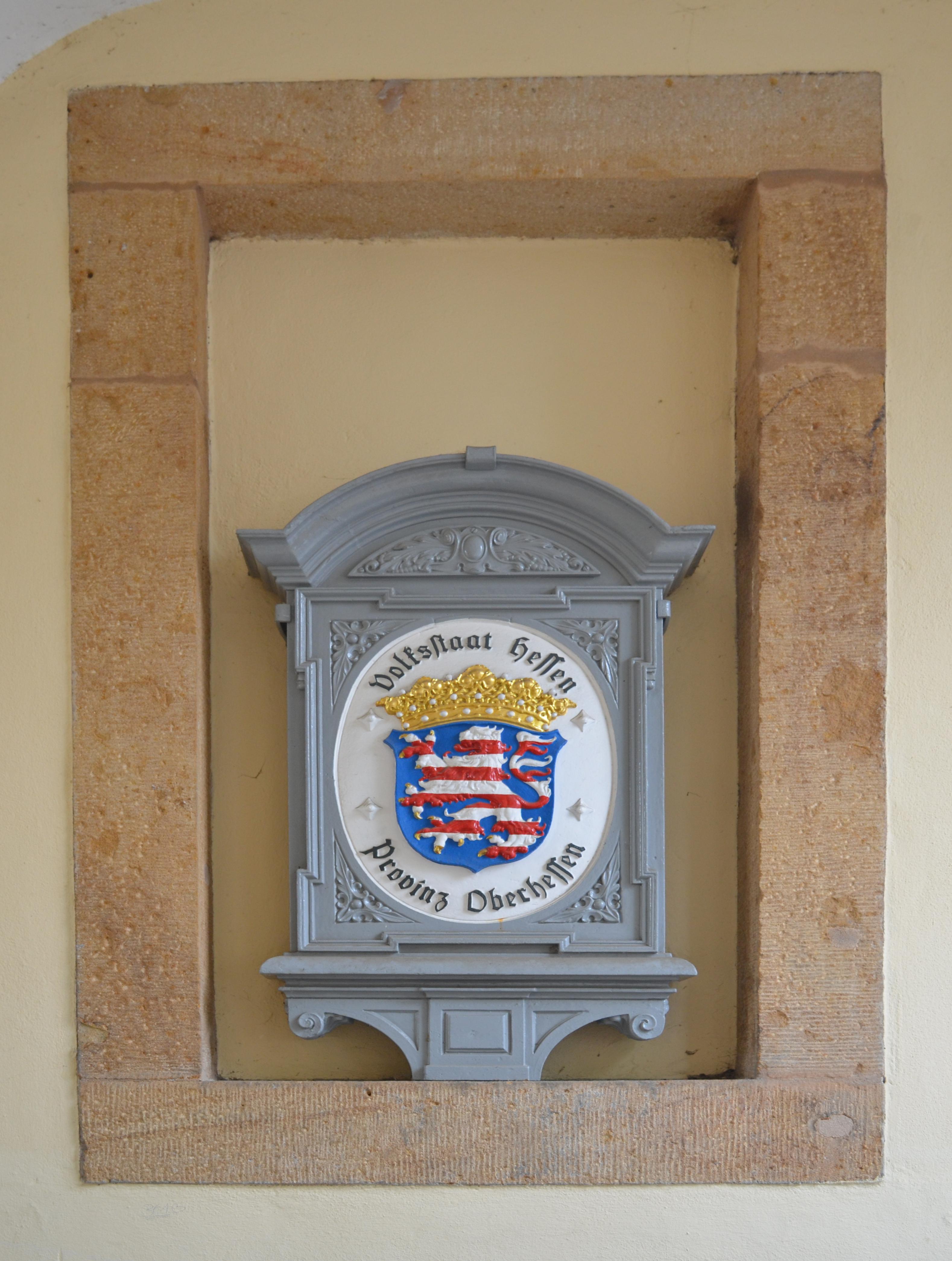
Amtsschild der Provinz Oberhessen im Volksstaat Hessen, Schloss Hohhaus

Die Provinz Oberhessen (zunächst 1803–1816: Fürstentum Oberhessen ) war eine von vier Provinzen der Landgrafschaft Hessen-Darmstadt und eine von dreien ihrer Nachfolger, des Großherzogtums Hessen und des Volksstaates Hessen und obere Ebene der Verwaltung in diesen Staaten. Sie bestand von 1803 bis 1937.

## Geographische Lage
Die Provinz Oberhessen war vom größeren Teil des Großherzogtums Hessen durch die Region um Frankfurt am Main getrennt. Im Norden und Osten grenzte die Provinz an Kurhessen, im Süden bis 1866 an die Freie Stadt Frankfurt, im Südwesten an die Landgrafschaft Hessen-Homburg, im Westen bis 1866 an das Herzogtum Nassau und an den zur preußischen Rheinprovinz gehörenden Kreis Wetzlar. Nach der preußischen Annexion der Anrainerstaaten 1866 war Oberhessen ganz von preußischem Territorium umgeben, das ab 1868 überwiegend zur preußischen Provinz Hessen-Nassau zusammengefasst war.

## Geschichte

### Konsolidierung 1803–1823

#### Reichsdeputationshauptschluss 1803
Im Fürstentum Oberhessen fasste die Landgrafschaft Hessen-Darmstadt nach den Gebietsgewinnen durch den Reichsdeputationshauptschluss 1803 die alten und neuen Gebiete, die nördlich des Mains lagen, zusammen. Die Gebietsgewinne waren hier zunächst einmal bescheiden und umfassten:
- das Amt Rockenberg und
- die Hälfte von Vilbel,

alles aus Kurmainzer Besitz und
- die Stadt Friedberg (zunächst noch ohne die Burg Friedberg).

Namensgebend für diese neue Verwaltungseinheit war die historische Bezeichnung „Oberhessen“, die sowohl eine Region als auch historische, politische Teileinheiten der Landgrafschaft Hessen bezeichnete. 

#### Rheinbundakte 1806
1806 erzwang Napoleon bei Androhung einer Invasion den Austritt der Landgrafschaft Hessen-Darmstadt (und 15 anderer Staaten) aus dem Heiligen Römischen Reich Deutscher Nation, die Gründung des Rheinbundes durch diese Staaten und die Stellung hoher Militärkontingente an Frankreich. Neben der Rangerhöhung der Landgrafschaft zum Großherzogtum wurde das mit Gebietsgewinnen „versüßt“. Dabei ist aber zu beachten, dass alle durch die Rheinbundakte gewonnenen Gebiete zwar der staatlichen Hoheit des Großherzogtums unterlagen, aber die Souveränitätsrechte der bisherigen Landesherren, die größeren nun Standesherren, zu einem erheblichen Teil weiter erhalten wurden. Der Gebietszuwachs für das Fürstentum Oberhessen durch die Rheinbundakte bestand aus den nun zu Standesherrschaften gewordenen Gebieten:
- der Burggrafschaft Friedberg,
- der Herrschaft Ilbenstadt,
- dem Anteil der Herrschaft Stolberg-Gedern an der Grafschaft Königstein,
- der Herrschaft Riedesel, soweit sie an das Großherzogtum grenzte,
- Teilen der Besitzungen der Fürsten und Grafen von Solms

und den nachfolgend aufgelisteten ehemals reichsritterschaftlichen Gebieten:
- Besitzungen der Löw von Steinfurth[3]:
  - Steinfurth und
  - Wisselsheim.
- Besitzungen derer von Frankenstein:
  - Ockstadt[4] und
  - Oberstraßheimer Hof[5]
- Melbach (von Wetzel genannt von Carben)[6].
- Beienheim (Rau von Holzhausen)[7],
- Höchst (von Günderrode)[8],
- Lindheim (von Specht)[9],
- die Ganerbschaft Staden[10] mit
  - Staden,
  - Ober-Florstadt,
  - Unter-Florstadt und
  - Stammheim sowie
- die Besitzungen der Kommende des Malteser-Ordens in Nieder-Weisel.[11]

Nach den Gebietsgewinnen von 1806 hatte die Provinz 233.000 Einwohner, von denen allerdings 84.000 in den Souveränitätslanden lebten, und so nur eingeschränkt der staatlichen Hoheit unterstanden.

#### Weitere Gebietsgewinne
Weitere Gebietsgewinne kamen in den folgenden Jahren hinzu. Am 11. Mai 1810 schlossen das Großherzogtum und das Kaiserreich Frankreich einen Staatsvertrag mit dem Frankreich Gebiete, die es 1806 Kurhessen abgenommen hatte, an das Großherzogtum weiter gab. Der im Mai geschlossene Vertrag wurde von Napoléon aber erst am 17. Oktober 1810 unterschrieben. Das hessische Besitzergreifungspatent datiert vom 10. November 1810. Das Großherzogtum erwarb auf diesem Weg für die Provinz Oberhessen
- das Amt Dorheim,
- das Amt Herbstein,
- 7⁄12 von Heuchelheim.[16][Anm. 3],
- das Amt Münzenberg,
- das Amt Ortenberg und
- das Amt Rodheim

Auch der Abschluss des Wiener Kongresses brachte 1816 noch einmal Gebietsgewinne. Im gleichen Jahr wurde das Fürstentum im Zuge einer Verwaltungsreform in „Provinz“ umbenannt.

#### Ämter
Bis zu den Verwaltungsreformen von 1820 bis 1823 war die Provinz in Ämter eingeteilt. Ämter waren seit dem Mittelalter eine Ebene zwischen den Gemeinden und der Landesherrschaft. Die Funktionen von Verwaltung und Rechtsprechung waren hier nicht getrennt. Dem Amt stand ein Amtmann vor, der von der Landesherrschaft eingesetzt wurde. 
Die Amtseinteilung wurde von den Vorgängerstaaten weitgehend unverändert übernommen. Das hatte zur Folge, dass die Ämter von ihrem Umfang her völlig unterschiedlich waren. Die Spanne reichte von nur einer Gemeinde (Stadt Friedberg, zugleich auch „Amt Friedberg“) bis zu 45 Gemeinden (Amt Blankenstein). Zudem bestanden in diesen Jahren neben staatlichen auch noch standesherrliche Hoheitsrechte. So gab es „Dominiallande“, in denen der Staat die volle Souveränität besaß, daneben aber auch noch „Souveränitätslande“, in denen Standesherren in unterschiedlichem Umfang in den Bereichen Verwaltung und Rechtsprechung Hoheitsrechte ausübten.
Dem Staat war daran gelegen, dies zu vereinheitlichen und ein staatliches Gewaltmonopol durchzusetzen. Nach dem Ende der napoleonischen Kriege bis 1821 wurden deswegen zunächst einzelne Ämter zusammengelegt.

### Reform von 1821
In einer groß angelegten Gebietsreform wurden 1821 die Ämter der Provinzen Oberhessen und Starkenburg weitgehend aufgelöst und zugleich auch auf dieser Ebene Verwaltung und Rechtsprechung getrennt. Für die bisher in den Ämtern wahrgenommenen Verwaltungsaufgaben wurden Landratsbezirke geschaffen, für die erstinstanzliche Rechtsprechung Landgerichte. Die Landratsbezirke waren:
- Battenberg
- Büdingen
- Butzbach, später: Landratsbezirk Friedberg
- Gießen
- Gladenbach
- Grünberg
- Herbstein, später: Landratsbezirk Lauterbach
- Hungen
- Kirtorf
- Nidda
- Romrod/Alsfeld
- Schotten
- Schlitz
- Vilbel
- Vöhl

### Experimente 1823–1861
Auch vor 1832 kam es in einzelnen Fällen zu Zusammenlegungen von Landratsbezirken, 1832 dann zu einer neuen Gebietsreform: Die Einheiten wurden vergrößert, indem Kreise geschaffen und darin Landratsbezirke zusammengefasst wurden. Dies waren die Landkreise:
- Alsfeld
- Biedenkopf (1866 an Preußen)
- Friedberg
- Gießen (nordwestlicher Kreisteil 1866 an Preußen)
- Grünberg (bis 1874)
- Hungen (1841 bis 1848)
- Nidda (bis 1874)

Provinzen, Kreise und Landratsbezirke des Großherzogtums wurden im Zuge der Märzrevolution am 31. Juli 1848 abgeschafft und durch Regierungsbezirke ersetzt. Auf dem Gebiet Oberhessens waren dies der
- Regierungsbezirk Alsfeld
- Regierungsbezirk Biedenkopf
- Regierungsbezirk Friedberg
- Regierungsbezirk Gießen
- Regierungsbezirk Nidda

In der anschließenden Reaktionszeit wurde das in zwei Schritten wieder rückgängig gemacht. 1852 wurde prinzipiell die Kreiseinteilung aus der Zeit vor der Revolution wiederhergestellt. Die standesherrlichen Hoheitsrechte, die in der Revolution beseitigt worden waren, aber wurden aber nicht wiederhergestellt, die behielt der Staat ein. Aus diesen ehemals standesherrlichen Gebieten wurden drei weitere, neue Landkreise gebildet, ein weiterer um Vilbel:
- Büdingen (seit 1852)
- Lauterbach (seit 1852)
- Schotten (seit 1852)
- Vilbel (1852–1874)

Der zweite Schritt folgte zum 1. Januar 1861, als auch die Provinz Oberhessen wieder hergestellt wurde.

### Bestand 1861–1937
Im preußisch-österreichischen Krieg 1866 stand das Großherzogtum Hessen (‑Darmstadt) auf der Seite der Verlierer gegen Preußen. Im Gegensatz zu den Nachbarn, die vollständig von Preußen annektiert wurden, blieb das Großherzogtum bestehen, musste aber verschiedene Gebiete abtreten. Hinsichtlich der Provinz Oberhessen betraf dies das Hessische Hinterland mit den Kreisen Biedenkopf und Vöhl sowie den nordwestlichen Teil des Kreises Gießen. Andererseits erhielt die Provinz durch den Friedensvertrag vom 3. September 1866 auch Gebietsgewinne, hauptsächlich Exklaven der durch Preußen annektierten Anrainerstaaten, nämlich
- das nassauische Amt Reichelsheim mit den Gemeinden Dorn-Assenheim und Reichelsheim
- die Gemeinde Harheim des nassauischen Amtes Höchst
- das ehemalige kurhessische Gericht Katzenberg mit den Gemeinden Ohmes, Ruhlkirchen, Seibelsdorf und Vockenrod des Kreises Kirchhain
- das ehemalige kurhessische Amt Dorheim mit den Gemeinden Dorheim, Nauheim, Rödgen und Schwalheim des Kreises Hanau
- die ehemals kurhessische Gemeinde Massenheim des Kreises Hanau
- die ehemals kurhessische Gemeinde Treis an der Lumda des Kreises Marburg
- die Frankfurter Landgemeinden Dortelweil und Nieder-Erlenbach

Für die Provinz Oberhessen trat das Großherzogtum Hessen 1867 dem Norddeutschen Bund bei, während der gesamte Staat dann 1871 dem neu gebildeten Deutschen Kaiserreich beitrat. 1874 reformierte das Großherzogtum Hessen nach preußischem Vorbild seine Kreisverfassung und löste zum 1. Juli 1874 die Kreise Grünberg, Nidda und Vilbel auf, deren Gemeinden benachbarten Kreisen zugeordnet wurden. Die damals geschaffene Gliederung der Provinz Oberhessen bestand bis zu ihrer Auflösung. Als Vertretungskörperschaft auf Provinzebene wurde 1874 ein Provinzialtag für die Provinz Oberhessen eingerichtet.
In Folge der Novemberrevolution 1918 entstand der Volksstaat Hessen, was aber für die Provinz Oberhessen innerhalb des Staatsverbandes keine Änderung der Funktion brachte. Am 1. April 1937 wurden die drei hessischen Provinzen abgeschafft.

### Nachspiel
1945 wurde das Gebiet der ehemaligen Provinz Oberhessen Teil des neuen Landes Groß-Hessen und bildete darin gemeinsam mit der bisherigen Provinz Starkenburg den neuen Regierungsbezirk Darmstadt.

## Leitende Beamte

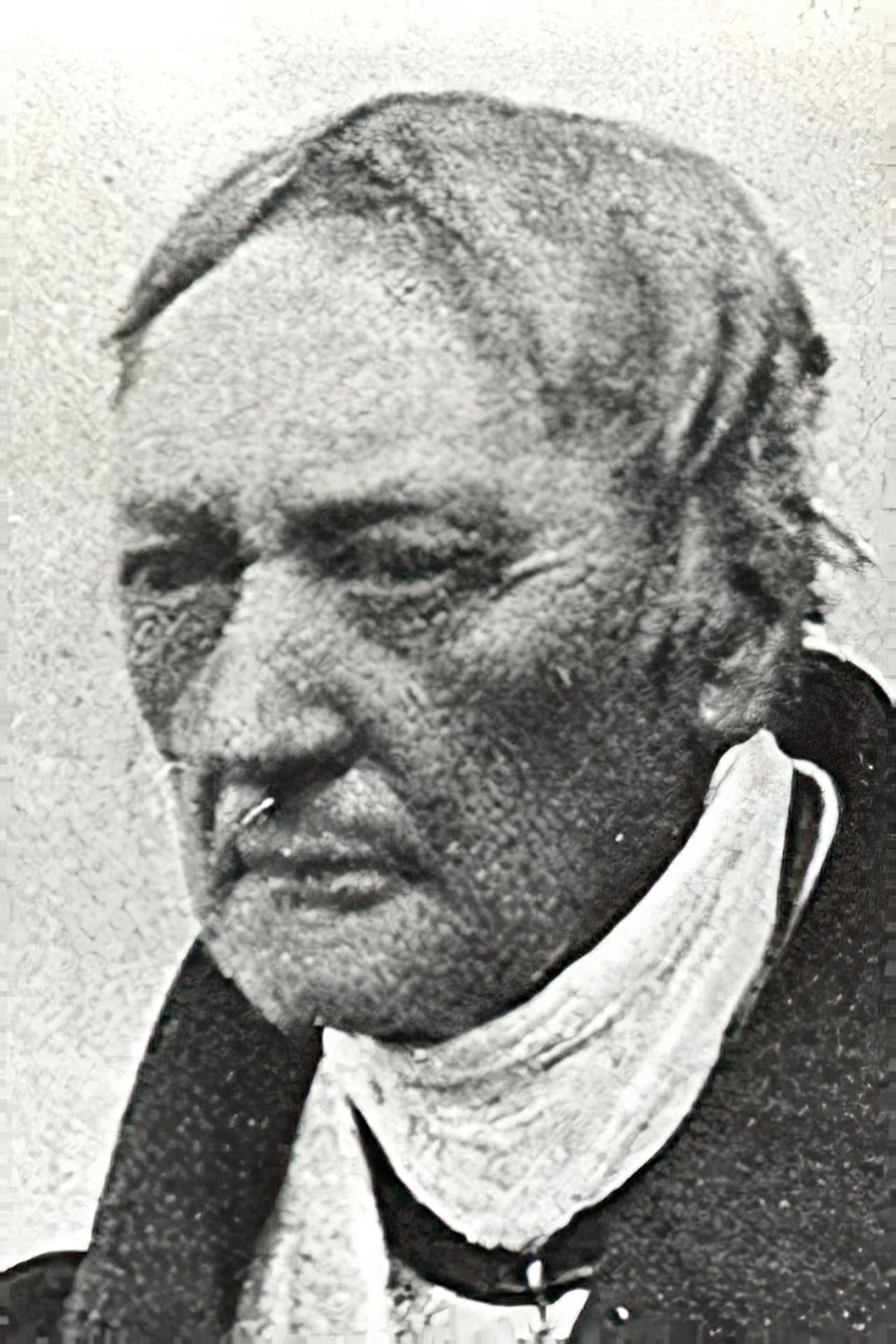
Carl Christian von Rosenroth, erster Provinzkommissar 1866–1870

Friedrich August Küchler, erster Provinzialdirektor 1861–1866

### Provinzialkommissare
- 1832–1846[24]: Carl Knorr
- 1846–1848: Christian Prinz

Von 1848 bis 1861 bestanden im Großherzogtum Hessen keine Provinzen.

### Provinzialdirektoren
- 1861–1866: Friedrich Küchler[25]
- 1866–1870: Theodor Goldmann
- 1870–1871: Julius Rinck von Starck
- 1871–1877: Franz Ludwig Emil Roeder von Diersburg
- 1877–1888: Karl Böckmann
- 1888–1898: Maximilian von Gagern
- 1898–1902: Hermann von Bechtold
- 1902–1910: Andreas Breidert
- 1910–1922: Karl Usinger
- 1922–1924: Ludwig Matthias
- 1924–1934: Heinrich Graef
- 1934–1935: Alfred Klostermann
- 1936–1937: Hugo Lotz